# Міська централізована бібліотечна система Бориспільської міської ради Київської області
 Міська́ централізо́вана бібліоте́чна систе́ма Бори́спільської місько́ї ра́ди Ки́ївської о́бласті— культурно-освітній заклад міста Бориспіль.

## Історія

### Історія бібліотеки
Історія бібліотечної справи в Борисполі сягає 20-х років XX століття — років ліквідації неписемності. При клубі, якій в Борисполі відкрився в будівлі маєтку поміщика Трепова, знаходилась невелика книгозбірня. Це стало початком створення в 30-ті роки районної бібліотеки, яку очолив Когорець Микола Юхимович.
Згодом було збудовано цегляний двоповерховий Будинок культури із глядацькою залою на 600 місць, кімнатами для роботи гуртків. На другому поверсі розмістились партійний кабінет і районна бібліотека з великим читальним залом.
Штат бібліотеки на той період уже складався з трьох чоловік. Крім завідувача, бібліотекарем був Піць Павло Тимофійович, дітей обслуговувала Крижова Варвара Олександрівна. Павла Піця арештували і звинуватили в тому, що він на бібліотечних книгах робив на полях антирадянські написи, а в бесідах з читачами критикував політику Йосипа Сталіна. Павло Тимофійович був засуджений Київським обласним судом 10 квітня 1937 року до 4 років радянських концтаборів, з яких він не повернувся.
1941 року книжковий фонд становив близько 35 тисяч примірників книг.
Під час окупації фашистськими загарбниками, бібліотеку було повністю знищено, а Будинок культури пристосовано під конюшню та ремонт машин. Завідувача бібліотеки, Когорця Миколу Юхимовича, німці розстріляли. Відступаючи в 1943 році, фашисти спалили і вщент зруйнували Бориспіль, в тому числі й Будинок культури. В переможному 1945 році люди приступили до мирної праці, відбудовуючи все зруйноване війною господарство, в тому числі і культурну галузь.
5 жовтня 1945 року надійшло розпорядження Облвиконкому про відкриття у Борисполі районної бібліотеки. Завідувачкою було призначено Оксану Яківну Яцюту, бібліотекарем — Шульгу Анастасію Степанівну. Початком відновлення бібліотеки став пакунок книг принесених з дому бібліотекарями та біля 300-х сотень книг зібраних серед населення.
1946 року вже були виділені кошти на придбання книг, періодики, на господарські потреби. Головною проблемою була відсутність постійного приміщення, та бібліотека працювала, зростав книжковий фонд, збільшувалась кількість читачів.
В 1951 році з фонду районної бібліотеки виділили дитячу літературу, що стало початком створення дитячої бібліотеки, яку очолила Клименко Віра Михайлівна.
У 1956 році було побудовано новий Будинок культури. Районна бібліотека зайняла другий поверх. Тут були: абонемент, читальний зал, книгосховище, методичний відділ. Це була одна з кращих бібліотек області. Вона стала школою для навчання бібліотечних працівників Київщини, Черкащини, Чернігівщини, базою для відвідування іноземними делегаціями. В бориспільській бібліотеці побували гості з Угорщини, Польщі, Англії, В'єтнаму, Асоціація бібліотечних працівників США, які вивчали бібліотечну справу Радянського Союзу.
Поряд з роботою в місті, працівники бібліотек вели організацію по створенню сільських бібліотек. Завдяки цьому в 1977 році кожне село мало свою бібліотеку. Це дало привід для централізації бібліотечної мережі, яка об'єднала районну, дитячу та 37 сільських бібліотек в єдину систему.
В 2004 році відбулась децентралізація бібліотечної галузі району. Фонди сільських бібліотек були передані на баланс сільських рад, а на базі центральної районної, дитячої та бібліотеки філії мікрорайону «Бориспільський» створено міську централізовану бібліотечну систему (МЦБС).
Протягом року бібліотеками системи користуються близько 10 тисяч користувачів, до послуг яких абонементи, читальні зали. Бібліотечний фонд налічує майже 73 тисячі примірників книг та періодичних видань. В бібліотеках постійно проводяться масові заходи з популяризації книги та читання, мистецькі виставки, влаштовуються зустрічі з цікавими людьми.

### Історія міської дитячої бібліотеки
Бориспільська районна дитяча бібліотека була заснована 12 червня
1951 року. Штат районної дитячої бібліотеки складався з 2-х працівників. Наказом № 31 від 13 червня 1951 року Бориспільського районного відділу культосвітньої роботи завідувачкою районної дитячої бібліотеки було призначено Клименко Віру Михайлівну, а бібліотекарем Набок Надію Андріївну.
З перших днів роботи бібліотеки всі діти міста були охоплені читанням. Книга мала великий вплив на читача. Потяг дітей до бібліотеки був такий великий, що маленький читальний зал завжди був переповнений, а на абонемент черга читачів стояла аж на вулицю.
В Бориспільській районній дитячій бібліотеці до централізації працювало три працівника: завідувачка бібліотеки Клименко Віра Михайлівна, завідувачка читального залу Гончар Тетяна Артемівна та бібліотекар Кириченко Олександра Олександрівна.
В даний час тут працюють: заступник директора МЦБС Кузьменко Г.С., провідні бібліотекарі- Смоліна Н.О. та Руденко Т.Г., бібліотекарі - Гаврилюк Є.А., Данчук Л.І. та Мельник Н.А.
В січні 1990 міська дитяча бібліотека отримала нове приміщення, в якому працює і сьогодні.

## Діяльність

### Центральна бібліотека
Мета міської центральної бібліотеки — надання кожному відвідувачу можливості відкритого і вільного доступу до інформації. Колектив бібліотекарів зробив максимум для того, щоб їхній заклад став справжнім інтелектуальним центром бориспільської громади — просвітницьким, інформаційним, освітнім, культурним.
У затишному інформаційно-довідковому культурно-мистецькому центрі бібліотеки відбуваються творчі виставки.
Протягом 2011 - 2018 років гостями бібліотеки були видатні особистості України: громадський діяч, Герой України Левко Лук'яненко, художник Валерій Франчук, народний майстер Анжеліка Рудницька, громадські діячі - Микола Томенко, Валентина Стрілько-Тютюн, Олександр Мороз, Зоя Богословська, вчені - професори Леонтій Сандуляк та Юрій Зелінський, Ірина Ігнатенко, поети - Антоніна Остролуцька, Петро Засенко, Микола Боровко, народний артист України Олександр Зюськін, вокальне тріо «Рідна пісня», заслужена артистка України Олена Шиналь, поет-бандурист Василь Литвин та педагог і художник Антоніна Гармаш-Литвин, письменники брати Капранови, редакція газети «Порадниця» (ред. Тетяна Власюк), видавництво «Саміт книга» (гол. ред. Іван Степурин), журналісти Людмила Чечель та Андрій Зиль.
Бібліотека вдячна за підтримку та матеріальну допомогу Володимиру Шалімову, Борису Шапіро, Валерію Мартишку, Сергію Міщенку, Андрію Поляниці, Євгену Боженку, Олександру Сичу, Юрію Чередниченку, Петру Жуваку.
Проходять літературно-музичні вечори, презентації, круглі столи, зустрічі делегацій, а також діють клуби «Ніжність», «Слово», «Профбутік» Клуб громадського діалогу. У заходах активну участь беруть учасники чисельних місцевих громадських організацій.
Бориспільська міська центральна бібліотека — не лише книгозбірня. Вона насамперед є повноцінним інформаційним центром, де кожна людина безкоштовно отримує потрібну їй інформацію в паперовому чи електронному вигляді. Наша бібліотека виконує ще й певні соціальні функції як дієвий провідник державної політики та зв'язкова ланка між владою міста і громадою. Бориспільська МЦБС працює в рамках проекту «Від громади до влади з бібліотекою», презентація якого відбулась на рівні Верховної Ради. Цим проектом наша бібліотека представляла бібліотечну спільноту Київщини на Міжрегіональному бібліотечному ярмарку-конференції «Бібліотечні інновації для громад: створюємо майбутнє» 2013 року у місті Суми.
У 2011 році Бориспільська МЦБС взяла участь у конкурсі «Організація нових бібліотечних послуг з використанням вільного доступу до Інтернету», який проводився в рамках програми «Бібліоміст». Саме наш проект, сфокусований на наданні інноваційних послуг місцевій громаді, став переможцем і виграв грант. Як наслідок ми отримали п'ятнадцять комп'ютерів, три принтери-сканери, інше обладнання, а також нове програмне забезпечення на суму 20 тисяч євро!
Тож з'явилася можливість надавати відвідувачам доступ до світових інформаційних ресурсів. Зокрема, можна запропонувати будь-яку книгу з тих, які є в базах наукових бібліотек. А «скайп»-з'вязок забезпечує безкоштовне спілкування по всьому світові. Відвідувачам завжди допоможуть опанувати роботу з комп'ютером, зареєструвати електронну адресу і навіть зробити власний блог чи відкрити сторіночку в Соціальній мережі. І бориспільці, звичайно ж, цим усім охоче користуються.
Сьогодення вимагає пошуку нових форм роботи. І ми їх знаходимо, сповідуючи принципи толерантності та рівного доступу всіх громадян до інформаційних джерел. В бібліотеці крім традиційних послуг відвідувач отримає послуги Електронного врядування: йому допоможуть зареєструвати дитину до дошкільного закладу, подати документи для нарахування субсидій чи пенсії, зареєструватись для проходження ЗНО, здати електронний звіт до податкової, замовити квитки, а вимушено переміщеним особам — скористатися корисною інформацією міграційної служби.
У нашій бібліотеці діє Онлайн-приймальня міського голови, де щосереди через Skype кожен громадянин має змогу задати свої питання, що економить час.
Наші працівники завжди знайдуть і підкажуть потрібні читачам джерела — бібліографічні і webліографічні, адже всі вони пройшли навчання в Головному тренінговому центрі Української Бібліотечної Асоціації. Є в нас і модний нині бук-кросинг — обмін книгами з приватних зібрань.
Ми чекаємо на Вас, шановні, і спробуємо максимально допомогти Вам у наданні актуальної інформації. Адже поінформованість покращує рівень життя. Ви ж пам'ятаєте, що володіє світом той, хто володіє інформацією.

### Дитяча бібліотека
«Благородним стане серце,
Як води воно нап'ється
Із книжкового джерельця»
Саме під таким девізом працює дитяча бібліотека, що входить до складу Бориспільської міської централізованої бібліотечної системи. На сьогоднішній день бібліотека є центром духовності, спілкування, дозвілля. Тут можна не тільки отримати книгу і одержати потрібну інформацію. Це улюблене місце для дітей, де можна підготуватись до уроків, пограти в ігри, ознайомитися з новими журналами, стати учасником шахового турніру.
При бібліотеці діє клуб комп'ютерної грамотності «Павутинка», на засіданнях якого діти отримають перші навики у роботі на комп'ютері. До роботи клубу залучаються волонтери.
А відвідавши літературну вітальню «У світі лампи чарівної» діти можуть не тільки послухати голосне читання літературних творів, а й самим проявити акторські здібності.
А ще в дитячій бібліотеці оформлено етнографічний куточок «Немає переводу добрим звичаям народу», де проходять уроки народознавства, українські вечорниці та інші обрядові свята.
Кожного року в рамках Всеукраїнського тижня дитячої книги в бібліотеці проводиться Свято книги — головне свято дитячої бібліотеки, під час якого відбуваються зустрічі з письменниками та поетами, проходять театралізовані дійства.
Бібліотека співпрацює зі школами міста, Будинком дитячої творчості, Дитячим центром творчості «Еврика», музичною школою, музеями міста, народними майстрами та творчими людьми.
Бібдіотечні фахівці надають консультації молодим батькам по залученню дітей до книги і читання, а також по вихованню дитини. Ми впевнені, що саме книга приносить дитині найбільшу користь і саме книга відіграє головну роль у формуванні особистості. Адже благополуччя нашої держави залежить від майбутнього покоління, від наших дітей!
Пріоритетом в роботі бібліотеки є відродження українських традицій, виховання духовності майбутніх поколінь, виховання любові до книги, до читання, до України.

### Бібліотека— громаді
Бориспільська МЦБС є міським центром надання послуг доступу до офіційної інформації, спілкування та громадської активності. Наша мета — забезпечувати реалізацію права громадян на інформаційне обслуговування. Бібліотека — комфортний, затишний простір для книги, комп'ютера і відвідувача.
Одними з головних напрямків роботи залишаються національно-патріотичне та правове виховання молоді; надання інформації з краєзнавства та профорієнтації, допомога шкільній програмі. Бібліотеки системи і надалі
залишаються територією добра, єдності та толерантності. Внутрішньо-переміщені особи, які залишили рідні домівки на Сході України і Криму, учасники АТО та їхні сім'ї, люди з особливими потребами знаходять допомогу і підтримку в бібліотеках.
В міській бібліотеці спільно з Бориспільським територіальним центром надання соціальних послуг 2014 року створено Університет третього віку, де літні особи проходять безкоштовне навчання з комп'ютерної грамотності.
Для реалізації творчих здібностей користувачів в міській бібліотеці в рамках проекту «Творча майстерня» (2013—2019) проводяться майстер-класи, виставки творчих робіт, заняття з Арт-терапії, зустрічі з творчими особистостями, письменниками та поетами.
З метою забезпечення потреб читачів в інформації про Євроінтеграцію України створено Пункт європейської інформації (ПЄІ), де проводяться бесіди, огляди літератури та інформаційні повідомлення з даної тематики. Протягом 2015—2019 років в читальному залі міської бібліотеки діє проект Бібліоглобус, в рамках якого щомісяця проходять літературні подорожі країнами Європи та світу.

## Директор Шульга Анастасія Степанівна
Шульга́ Анастасі́я Степа́нівна (народилася 31 січня 1925) — розбудовник бориспільської мережі бібліотек.

Вагомі здобутки, самовіддана праця бориспільців не залишається непоміченою. З метою заохочення до результативної праці міською радою п'ятого скликання започатковано присвоєння звання «Почесний громадянин міста». 

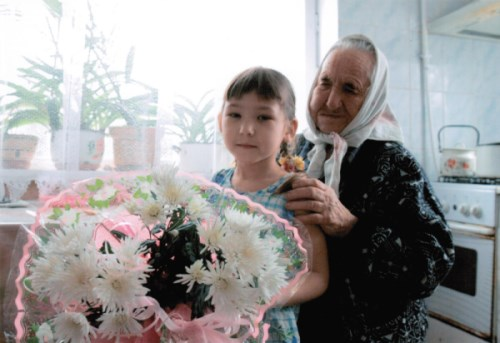
Шульга Анастасія Степанівна

Шульзі Анастасії Степанівні, яка очолювала Бориспільську централізовану бібліотечну систему протягом 38 років (1946—1984 р.р.) за вагомі досягнення у праці та внесок у культуру міста в 2010 р. присвоєно звання «Почесний громадянин м. Борисполя».
Шульга Анастасія Степанівна народилась 31 січня 1925 року у місті Бориспіль. Походить з давнього бориспільського роду: прізвище Шульга зустрічалось, ще з 1600 року. Навчалась Анастасія Степанівна в технікумі політосвіти і мала диплом за професією бібліотекар-бібліограф. Трудова діяльність на культурно-освітній ниві розпочалась для Шульги з посади інспектора по культурі, а згодом — директора бібліотеки (1946 р.).
Початок бібліотеки поклав пакунок книг, принесених з дому та біля трьохсот примірників, зібраних серед населення. Анастасія Степанівна завжди проявляла організаторські та професійні здібності в підборі бібліотечних кадрів і тому з часом Бориспільська бібліотека стала школою для навчання бібліотечних працівників України та базою для відвідування іноземними делегаціями — з Угорщини, Польщі, Англії, В'єтнаму. За досвідом роботи радянських бібліотеку Бориспіль приїздили представники асоціації бібліотечних працівників США.
Шульга була ініціатором створення сільських бібліотек, які згодом об'єднала у Централізовану бібліотечну систему. Завдяки плідній праці та піклуванню Анастасії Степанівни в 1977 році бібліотека відсвяткувала своє новосілля — зайнявши перший поверх новозбудованого будинку по вулиці Червоноармійська,6 (нині Європейська, 6). Шульга займала посаду директора ЦБС до 1984 року.
Незважаючи на те, що Анастасія Степанівна перебуває на заслуженому відпочинку, вона займає активну громадську позицію, вивчає історію краю, виступає на сторінках місцевої преси. Вона завжди рада поділитись своїми знаннями, досвідом, добротою та щирістю. Багато цікавих відомостей про історію міста та його мешканців надсилає до історичного музею Бориспільський державний історичний музей.
Життєвий шлях Анастасії Степанівни Шульги є прикладом для наслідування.